# Sebastião Pinheiro Chagas
Sebastião Pinheiro Chagas (Oliveira, 1918 – Poços de Caldas, 8 de abril de 2017) foi um político brasileiro do estado de Minas Gerais.
Atuou como deputado estadual em Minas Gerais durante a 5ª legislatura (1963 - 1967) como suplente. Em 1970 foi eleito deputado estadual de Minas Gerais pela ARENA, atuando na Assembleia Mineira durante a 7ª legislatura (1971 - 1975).
Foi prefeito municipal de Poços de Caldas, durante o período de 1976 a 1978.
Morreu em 8 de abril de 2017 na cidade de Poços de Caldas em decorrência de uma parada cardíaca.